# Treudd von Lyngsta

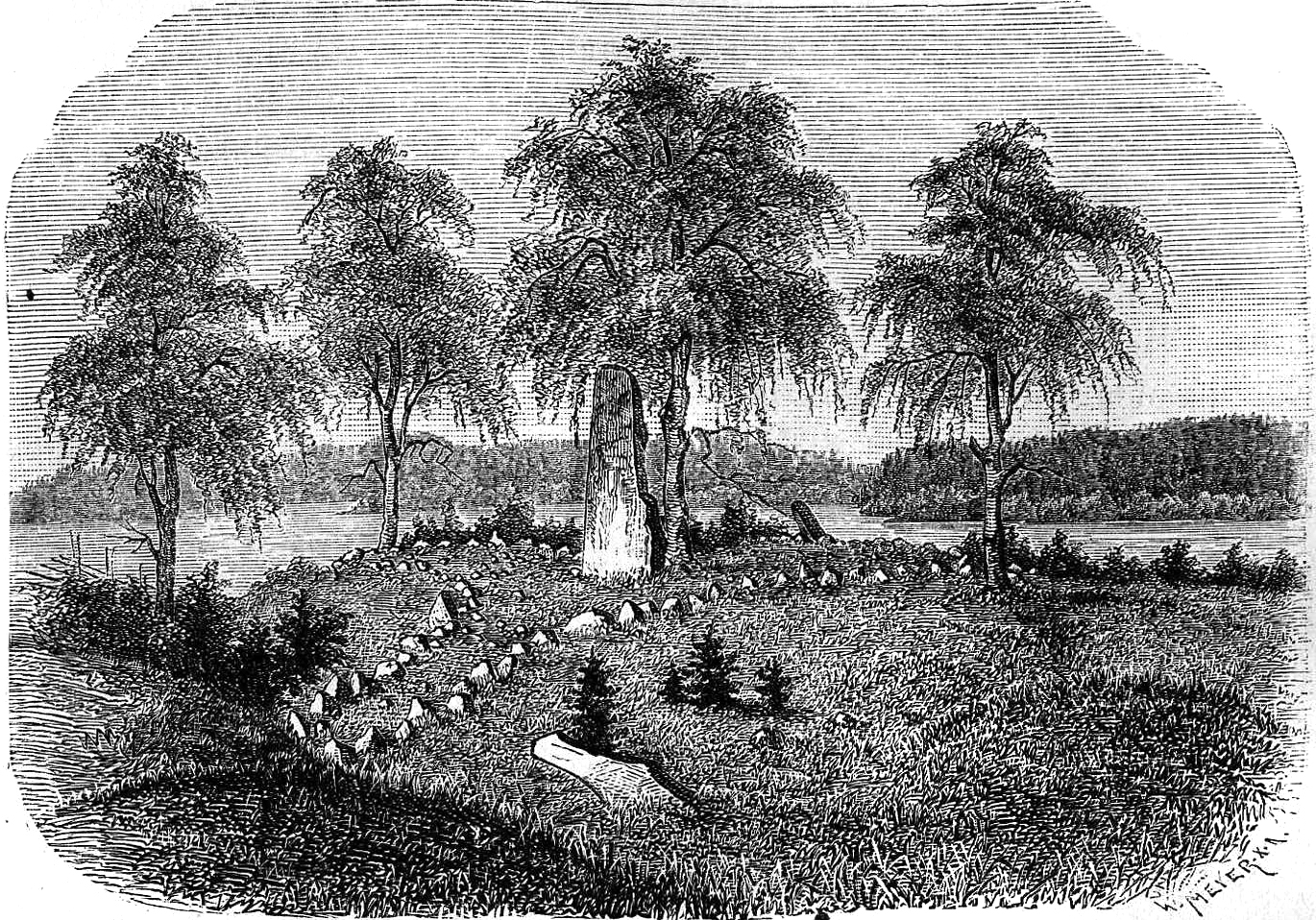
Treudd von Lyngsta – bei O. Montelius

Der Treudd von Lyngsta (auch Lyngstad; RAÄ-Nr. Sorunda 160:1) ist eine dreiarmige Steinsetzung westlich von Ösmo in der Provinz Södermanland in Schweden. Treuddar sind dreiarmige flache Steinhügel mit konkaven Seiten aus der Eisenzeit.
Der Treudd von Lingsta befindet sich in der Mitte eines Gräberfeldes. Seine konkaven Seiten haben eine Länge von etwa 24,0 m. Der Treudd hat einen etwa 1,5 m hohen Bautastein in der Mitte. Er ist in dem Buch „Sveriges hednatid“ (1877) von Oscar Montelius auf Seite 351 abgebildet. Der See im Hintergrund, an dessen Nordseite der Treudd liegt, ist der Västra Styran.